# Morbiditeitsgraad
In de epidemiologie is de morbiditeitsgraad een kengetal dat de mate van voorkomen van een specifieke ziekte aangeeft. De morbiditeitsgraad is het aantal mensen dat in een bepaalde tijdspanne (normaliter, maar niet noodzakelijk, één jaar) door de ziekte wordt getroffen per eenheid van bevolking. Het wordt gewoonlijk uitgedrukt als het aantal mensen dat wordt getroffen per 1000, 10.000, of 100.000 mensen.
Vergelijk dit met de mortaliteitsgraad, die het aantal mensen dat aan een ziekte sterft uitdrukt in verhouding tot het aantal mensen dat aan de ziekte lijdt.
Uit statistisch onderzoek blijkt dat morbiditeit bij bepaalde infectieziekten varieert:
- Bij verschillende leeftijdsgroepen.
- In verschillende landstreken.
- In verschillende seizoenen.
- In bepaalde groepen en bij zwakke groepen.